# Diocesi di Mopta
La diocesi di Mopta (in latino: Dioecesis Moptensis) è una sede soppressa e sede titolare della Chiesa cattolica.

## Storia
Mopta, forse identificabile con le rovine di El-Ouarcha nell'odierna Algeria, è un'antica sede episcopale della provincia romana della Mauritania Sitifense.
Sono tre i vescovi documentati di questa diocesi. Alla conferenza di Cartagine del 411, che vide riuniti assieme i vescovi cattolici e donatisti dell'Africa romana, presero parte il cattolico Leone e il donatista Felice. Il nome di Leone, della Mauritania Sitifense, senza la menzione della sede di appartenenza, compare anche nella lista delle sottoscrizioni della lettera sinodale frutto del concilio antipelagiano celebrato a Milevi nel 416. Leone fu ancora presente al concilio cartaginese del 419 come delegato della Mauritania Sitifense, assieme a Novato di Sitifi.
Il nome di Villatico, episcopus Mozotensis (forse grafia errata per Moptensis) appare al 33º posto nella lista dei vescovi della Mauritania Sitifense convocati a Cartagine dal re vandalo Unerico nel 484; Villatico, come tutti gli altri vescovi cattolici africani, fu condannato all'esilio.
Dal 1933 Mopta è annoverata tra le sedi vescovili titolari della Chiesa cattolica; dall'8 novembre 2024 il vescovo titolare è Nereudo Freire Henrique, vescovo ausiliare di Olinda e Recife.

## Cronotassi

### Vescovi residenti
- Leone † (prima del 411 - dopo il 419)
  - Felice † (menzionato nel 411) (vescovo donatista)
- Villatico † (menzionato nel 484)

### Vescovi titolari
- João Antonio da Silva Saraiva † (30 agosto 1965 - 21 novembre 1965 nominato vescovo di Funchal)
- Juozas Matulaitis-Labukas † (24 novembre 1965 - 28 maggio 1979 deceduto)
- Geoffrey Francis Mayne † (2 gennaio 1985 - 7 marzo 1998 dimesso)
- Luigi Moretti (3 luglio 1998 - 10 giugno 2010 nominato arcivescovo di Salerno-Campagna-Acerno)
- Christopher James Coyne (14 gennaio 2011 - 22 dicembre 2014 nominato vescovo di Burlington)
- Teodor (Taras) Martynjuk, M.S.U. (12 marzo 2015 - 17 ottobre 2024 nominato arcieparca di Ternopil'-Zboriv)
- Nereudo Freire Henrique, dall'8 novembre 2024